# 葛西杏奈
葛西 杏奈（かさい あんな、1995年10月20日 - ）は、日本の女子ラグビーユニオン選手。

## プロフィール
- 宮城県出身[1]。
- ポジションはウィング(WTB)、センター(CTB)。
- 身長 170cm、体重 67kg
- 高校時代バスケ宮城県代表に選ばれたことがある。
- 両親も自衛官[2]。
- 女子日本代表キャップは3。（2022年5月現在）

## 略歴
2014年、仙台商業高校卒業後、自衛官になって2017年からラグビーを始めた。
2019年7月13日に行われた女子オーストラリア遠征女子オーストラリア代表戦にて先発出場で女子日本代表初キャップを獲得した。